# دبستيب
دبستيب (بالإنجليزية: Dubstep)‏ هو نوع من موسيقى الرقص الإلكترونية الذي نشئ في جنوب لندن في إنجلترا في اواخر تسعينيات القرن الماضي. تم إصدار أول البوم رسمي للدبستيب عام 1998 وكان النمط عبارة عن ريمكسات أكثر غموضا وتجريبا من نوع garage [الإنجليزية].